# Selegas
Selegas (sardinski: Sèligas) je grad i općina (comune) u pokrajini Južnoj Sardiniji u regiji Sardiniji, Italija. Nalazi se na nadmorskoj visini od 234 metra i ima 1 364 stanovnika.
 Prostire se na 20,39 km². Gustoća naseljenosti je 67 st/km².
Susjedne općine su: Gesico, Guamaggiore, Ortacesus, Senorbì i Suelli.